# Partit Comunista de Suècia (1924)
El Partit Comunista de Suècia (facció Höglund) (en suec: Sveriges Kommunistiska Parti) va ser una escissió del Partit Comunista original creada al 1924.

## Història
Tal com va ocòrrer poc temps abans amb el Partit Socialdemòcrata d'Esquerra de Suècia (1921), el nou Partit Comunista es va fundar al 1924 després de desacords sobre les polítiques i el funcionament excessivament centralista del Komintern i la influència d'aquest dins el partit. El president del partit, Zeth Höglund, va ser un dels crítics amb el desenvolupament de la organització i va obtenir la majoria a la conferència nacional del partit el 1923. Tanmateix, l'equilibri de poder havia canviat l'any següent i els partidaris del Komintern tenien majoria. Juntament amb els seus aliats, Höglund va trencar amb el partit i va formar el seu propi SKP, amb uns 5.000 membres, i l'organització juvenil pròpia Arbetarnas Ungdomsförbund. Tot i el posicionament crític cap a la Komintern, es consideraven comunistes i mantenien una visió positiva de la Unió Soviètica.
Es van presentar a les eleccions legislatives de 1924, obtenint només un diputat, pels 4 aconseguits pels comunistes del SKP original. Posteriorment, el partit, en una posició de feblesa entre els blocs principals de socialdemòcrates i comunistes, decideixen al 1926 integrar-se en el Partit Socialdemòcrata.

## Resultats electorals
| Any  | Líder        | Vots   | %    | Escons  | +/- |
| ---- | ------------ | ------ | ---- | ------- | --- |
| 1924 | Zeth Höglund | 26,301 | 1.49 | 1 / 230 | Nou |